# Make America Great Again

Logo usado durante a campanha presidencial de Donald Trump em 2016.

Make America Great Again (em português:  Torne a América Grande Novamente), abreviado como MAGA, é um slogan de campanha adotado em campanhas presidenciais nos Estados Unidos que originou-se durante a campanha presidencial de Ronald Reagan na eleição presidencial em 1980 e que foi popularizado por Donald Trump durante a sua campanha presidencial em 2016.

## Campanha presidencial de Reagan em 1980

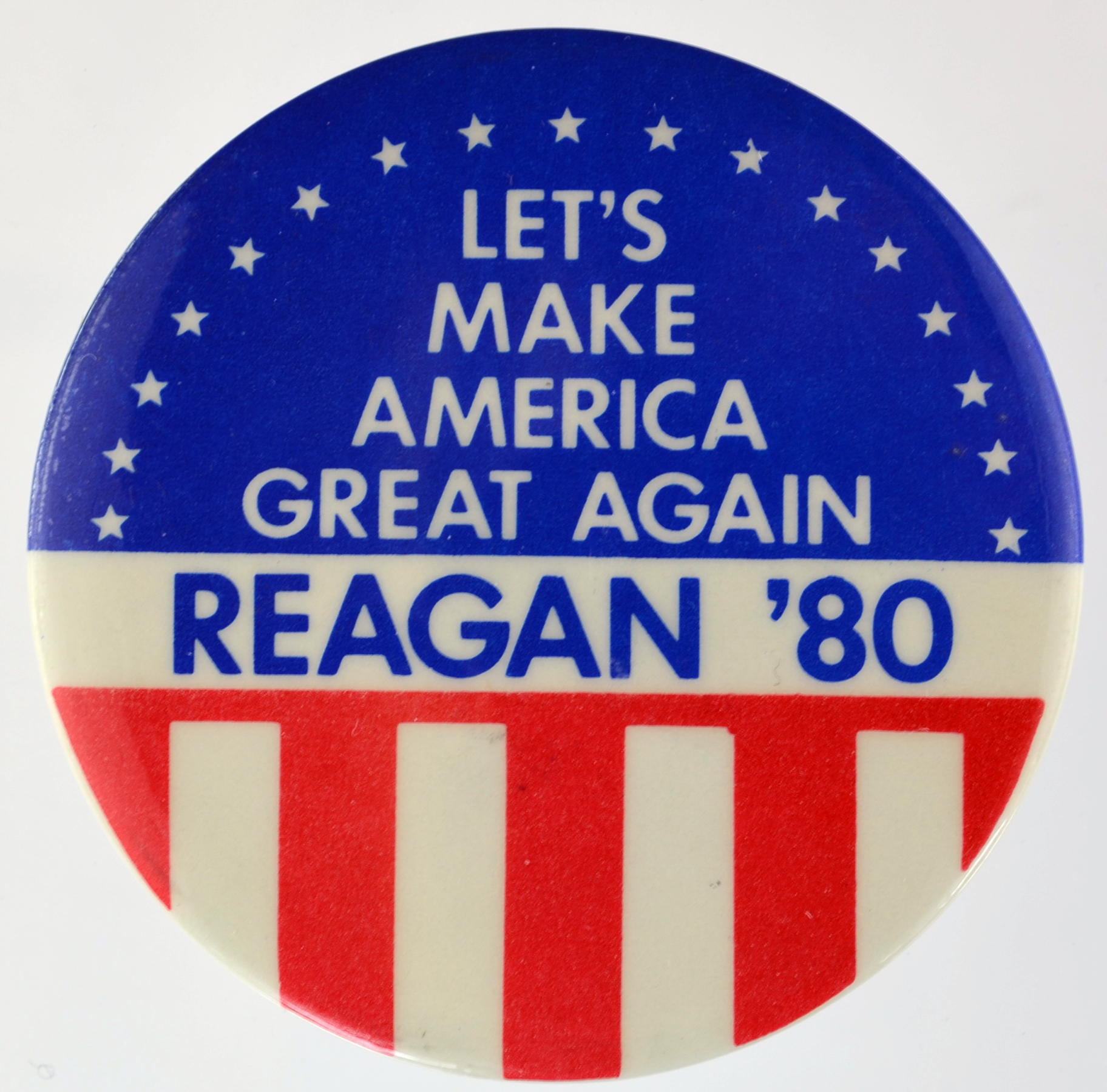
Um botão da campanha presidencial de Ronald Reagan em 1980

Foi usado primeiramente na campanha presidencial de Ronald Reagan, quando os Estados Unidos sofreram um agravamento da economia em recessão marcada pela estagflação. Usando a angústia econômica do país como um trampolim para sua campanha, Reagan usou o slogan para despertar um sentimento de patriotismo entre o eleitorado.
Durante a convenção das eleições primárias presidenciais do Partido Republicano em 1980, Ronald Reagan anuncia em seu discurso: "Para aqueles que abandonaram a esperança. Vamos restaurar a esperança, e vamos recebê-los em uma grande cruzada nacional para fazer a América grande novamente". Também declara no Dia do Trabalho daquele mesmo ano: "Este país precisa de uma nova administração com uma renovada dedicação ao sonho da América, uma administração que dará a esse sonho uma nova vida, e tornará a América grande novamente".
A expressão "Let's Make America Great Again" apareceu nos buttons e pôsteres de Reagan durante a sua campanha presidencial.

## Campanha presidencial de Trump em 2016

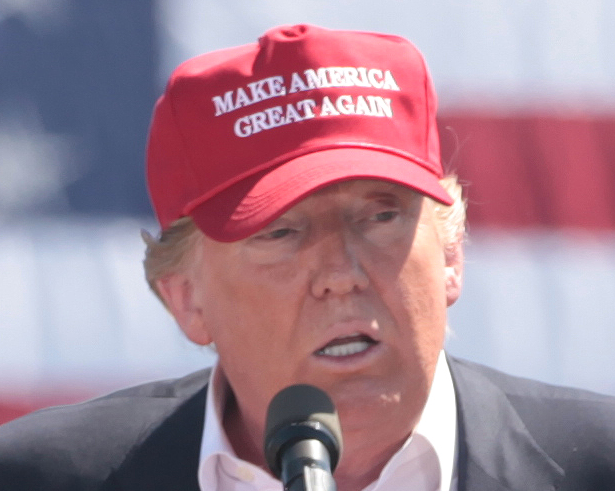
Donald Trump usando um boné com o slogan "Make America Great Again" durante sua campanha presidencial em 2016.

Durante sua campanha para as primárias do Partido Republicano e depois para a eleição presidencial de 2016, Donald Trump retomou o termo, como uma referência à presidência de Ronald Reagan, popularizando o slogan desde o início de sua campanha. Ele disse que a ideia veio a ele em 7 de novembro de 2012, após a reeleição de Barack Obama, embora ele também disse em outra ocasião que a ideia surgiu em 2014, um ano antes do início de sua campanha. Trump também afirma ser o autor do slogan e obteve a marca em julho de 2015, poucas semanas após o lançamento de sua campanha.

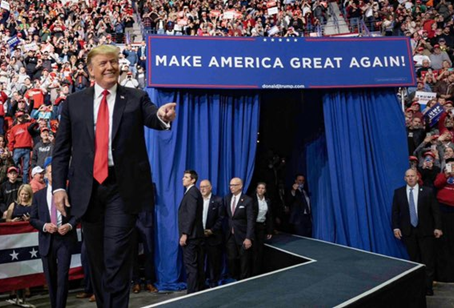
Durante o Green Bay rally, em 2019

Trump também declina o slogan durante seu discurso na Convenção Republicana, em julho de 2016, na qual ele proclamou formalmente como candidato presidencial do partido: "Nós faremos a América forte novamente, nós faremos os Estados Unidos orgulhosos novamente".
Em 20 de janeiro de 2017, no Capitólio, em Washington D.C., ele retoma o slogan e suas declinações para terminar seu primeiro discurso como presidente dos Estados Unidos: "Juntos, tornaremos a América forte novamente. Vamos fazer a América rica novamente. Nós faremos América orgulhosa outra vez. Vamos fazer a América segura novamente. E sim, juntos, nós faremos a América grande outra vez. Obrigado. Deus te abençoê. E Deus abençoe a América".
Dois dias antes de fazer o juramento de posse, anunciou em teatros, em entrevista ao Washington Post, o slogan que ele havia escolhido para sua futura campanha de reeleição em 2020, "Keep America Great!" ("Vamos preservar a grandeza da América!"), não hesitando em interromper a entrevista para chamar seu advogado para que a marca é depositada. Esta frase é idêntica ao slogan do filme de terror de ficção científica The Purge: Election Year, lançado em 2016 (quatro meses antes de sua eleição como chefe do país) e cujo roteirista disse que o havia escolhido como uma "piscadela" para o slogan de Trump.

## Utilização dosloganpor outros políticos
O slogan também foi usado pelo ex-presidente Bill Clinton em sua campanha presidencial durante a eleição presidencial em 1992, embora posteriormente, ele criticou a frase como sendo um dog whistle racista durante as eleições de 2016.
Os principais oponentes de Trump, Ted Cruz e Scott Walker, começaram a usar "Make America Great Again" em seus discursos, incitando Trump a enviar cartas de cessar e desistir. Cruz mais tarde vendeu chapéus que caracterizam, "Make Trump Debate Again", em resposta ao boicote de Trump ao debate em Iowa durante as eleições primárias presidenciais do Partido Republicano em 2016.
Com crescente onda populista de direita na Europa, alguns políticos apropriaram-se do slogan, e começaram a usar "Make Europe Great Again". Marine Le Pen, então candidata na eleição presidencial da francesa em 2017, também adotou a frase, usando-a em seus discursos como "Make France Great Again".